# Ратушная площадь (Аугсбург)
Ратушная площадь Аугсбурга — площадь перед ратушей в центре Аугсбурга. Здесь часто проводятся митинги, демонстрации или другие мероприятия.

## Местоположение
Ратушная площадь расположена в самом сердце Аугсбурга в центральном районе города и граничит с улицами Максимилианштрассе на востоке и Филипп-Вельзер-штрассе (ранее называвшейся «Хоймаркт») на западе. Улицы «Айзенберг», «Фишмаркт», «Штайнгассе» и «Унтер-дем-Боген» также упираются в ратушную площадь.
Площадь примерно 80×80 м имеет неправильную форму, напоминающую четверть круга. Со всех сторон она окружена зданиями. Особенно впечатляют ратуша Аугсбурга и башня Перлах на востоке, а также бывшее здание полиции (ныне здание городской администрации) на юге. На северо-востоке площади находится фонтан Августа.

## История

### Яичный базар

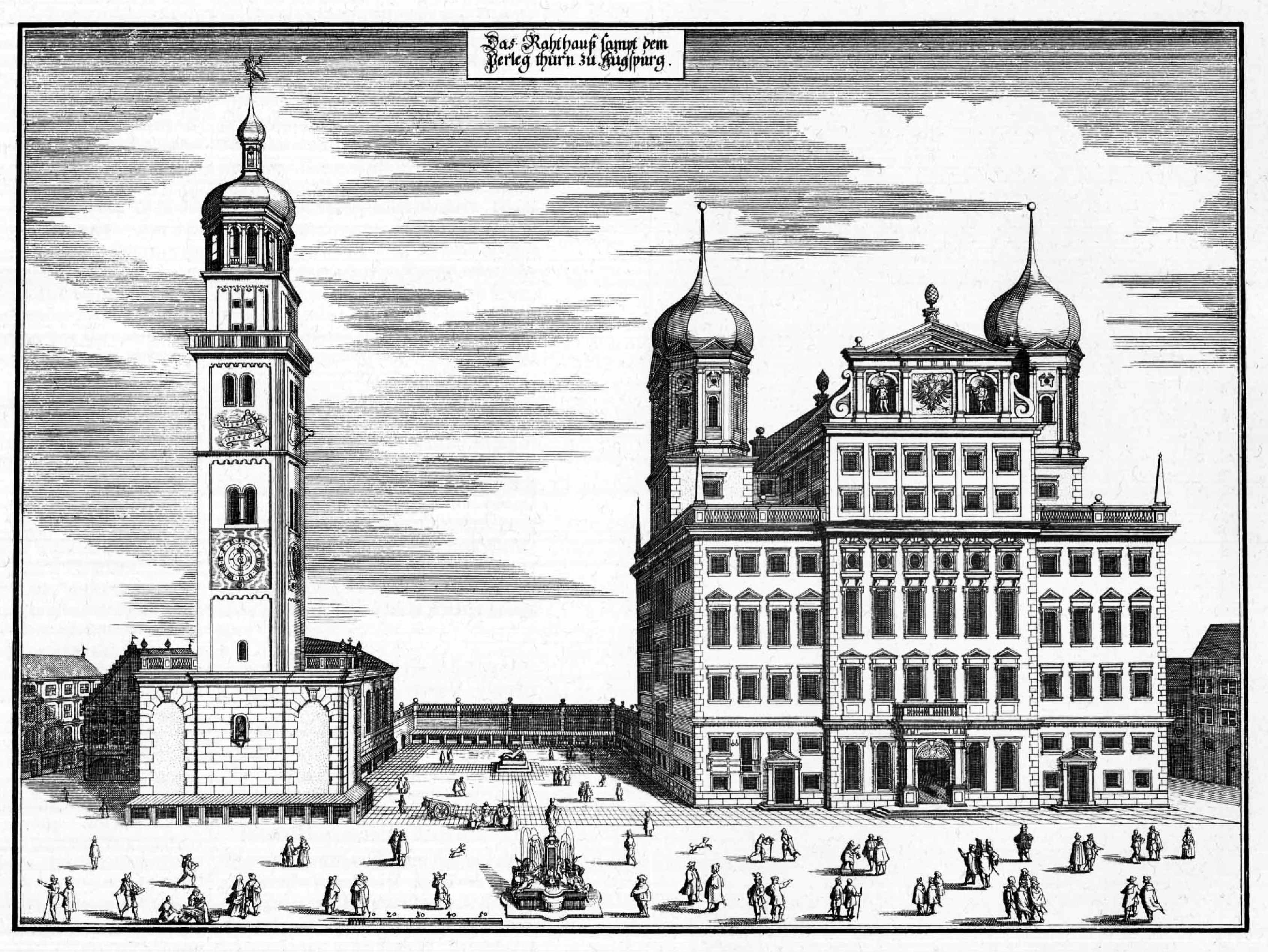
На этой гравюре Маттеуса Мериана Старшего (середина XVII века) на переднем плане изображена сегодняшняя ратушная площадь. На самом деле художественная перспектива в этом отношении вводит в заблуждение

Людвигсплац и Аугсбургская фондовая биржа (дом № 214) на исторической карте (первая баварская фотография, между 1828 и 1864 годами)

Ратушная площадь в её нынешнем размере и расположении была создана только в XX веке и является результатом разрушений во время войны. Первоначально площадь была значительно меньше и ограничивалась северной частью нынешней площади. В средние века здесь стояли ларьки с маслом, птицей и яйцами. По этой причине площадь сначала называлась «Айермаркт»(«Яичная площадь»). С 1588 по 1594 год в центре Яичного базара был построен фонтан Августа.

## Людвигсплац
В 1806 году город дал площади название Людвигсплац, в честь баварского короля Людвига. Однако среди населения его ещё часто называли «Яичным базаром». Так было и после того, как рыночные прилавки уже давно были перенесены на городской рынок, который был открыт в 1930 году.
В южной части сегодняшней ратушной площади первоначально располагалось около полдюжины зданий, в том числе Аугсбургская фондовая биржа. Во время бомбардировки Аугсбурга в ночь с 25 на 26 февраля 1944 года строительный блок сильно пострадал, а затем сгорел. Военные руины здания биржи уже были снесены до первого этажа в 1949 году, а остатки здания окончательно убрали в начале 1960-х годов. В то время городской совет уже одобрил планы городской сберегательной кассы построить новое здание штаб-квартиры на месте прежнего расположения фондовой биржи под названием «Проект L».
Однако теперь ясный вид на всю ширину западного фасада ратуши взволновал многих жителей Аугсбурга, которые призвали к незастроенной площади ратуши в рамках гражданской инициативы. Широкое одобрение граждан и журналистская поддержка идеи в местной прессе привели к голосованию граждан, в котором 55 348 из 56 707 принявших участие аугсбургцев проголосовали за бесплатную Ратушную площадь. 14 февраля 1962 года городской совет единогласно решил отказаться от «Проекта L». Уже вырытую строительную яму снова выровняли, и участок пристроили к Людвигсплац. Канцляйгессхен, которая когда-то соединяла Максимилиан и Филипп-Вельзер-штрассе и проходила между фондовой биржей и зданием городской администрации, с тех пор стала частью новой ратушной площади. В 1972 году она была официально переименована в «Rathausplatz» (Ратушная площадь).

## Ратушная площадь сегодня
Ратушная площадь сейчас является популярным местом встреч горожан, а также служит отправной точкой для большинства туристических туров. По бокам площади есть несколько уличных кафе, которые в солнечные дни очень посещаемы. Здесь также есть общественные санузлы, телефонные будки, киоск и несколько магазинов, в том числе магазин одежды с давними традициями.

## События
Ежегодно 8 августа на Ратушной площади проходят празднования Высокого фестиваля мира, государственного праздника в Аугсбурге. 29 сентября перед Башней Перлах проводится детский фестиваль Turamichele. На площади находится один из старейших рождественских рынков Германии — Augsburger Christkindlesmarkt. Здесь в четыре адвентных выходных «Пение ангелов» на балконе ратуши очаровывает тысячи посетителей.

## Трафик
Ратушная площадь является частью обширной пешеходной зоны в центре Аугсбурга и поэтому используется только транспортными средствами из соседних магазинов. В восточном конце находится остановка AVG «Rathausplatz», которая обслуживается трамвайными линиями 1 и 2 и поэтому имеет отличное сообщение с местным общественным транспортом.

## Достопримечательности
- Augustusbrunnen — один из трех великолепных фонтанов Аугсбурга.
- Ратуша — самое важное светское здание эпохи Возрождения к северу от Альп, достопримечательность города Аугсбурга и самое высокое здание в Германии до 1917 года.
- Перлахтурм — сторожевая башня высотой 70 м, перепроектированная Элиасом Холлем, теперь смотровая башня.
- Церковь Перлах или Св. Петра-ам-Перлах — зальная церковь, построенная в романском стиле с паломническим изображением Марии Нот-Лоуэр.
- Новое здание — здание, построенное в 1614 году Элиасом Холлем на северной окраине ратушной площади.